# SEDEX
O SEDEX (Serviço de Encomenda Expressa Nacional é um serviço da Empresa Brasileira de Correios e Telégrafos de despacho expresso de documentos e encomendas.
O SEDEX passou a integrar a linha de serviços dos Correios em março de 1982, com a finalidade de entregar encomendas com até 5 kg, em domicílio, nas principais cidades do país, no prazo máximo de 24 horas. No ano de lançamento, o serviço distribuiu 72.165 unidades. Já em 1987, foram postados 18,5 milhões de encomendas pelo SEDEX, com a possibilidade da postagem de encomendas com até 20 kg, de qualquer localidade do país. Posteriormente, o limite de peso da encomenda a ser enviada pelo SEDEX passou a ser de 30 kg. Em 1998, foram distribuídos cerca de 70 milhões de objetos. Em 2010, foram feitas 171,98 milhões de remessas pelo serviço. Atualmente, o SEDEX é líder do segmento de remessas expressas no Brasil.

## Modalidades

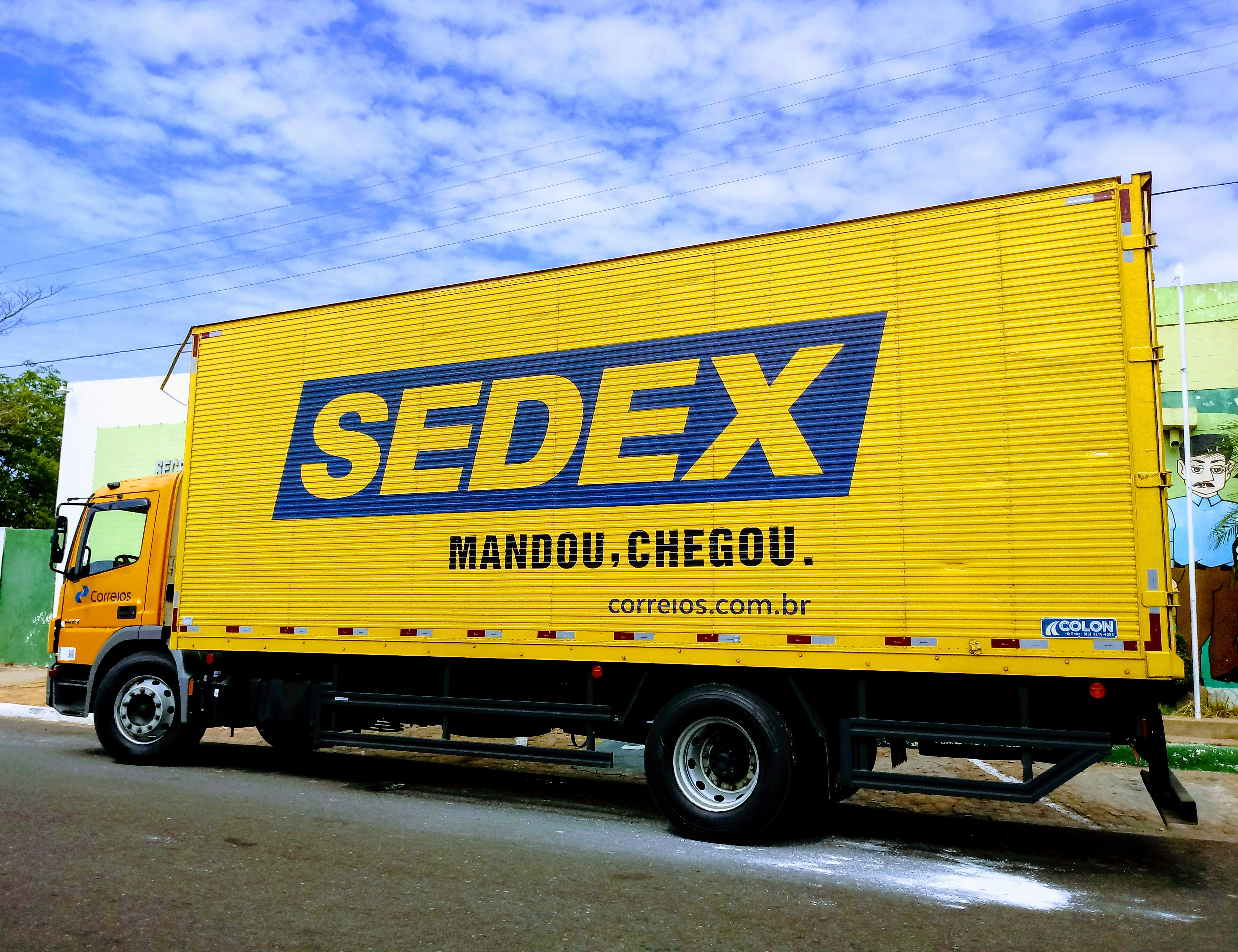
Caminhão do Sedex em 2019

O SEDEX é oferecido nas seguintes modalidades:
- e-SEDEX: serviço destinado exclusivamente à remessa de encomendas originadas do comércio eletrônico. Foi colocado em operação em outubro de 2000 e retirado de operação no final de 2016. Em 2000, foram distribuídos 86 milhões de objetos pelo SEDEX, com 99,2% de pontualidade.
- SEDEX 10: criado em 17 de setembro de 2001, garante a entrega da remessa até as 10 horas da manhã do dia posterior ao da postagem.
- SEDEX Hoje: criado em 2004, garante a entrega no mesmo dia da postagem
- SEDEX Mundi: serviço internacional expresso para o envio de documentos ou mercadorias com prioridade no tratamento.
- SEDEX a Cobrar: objeto é entregue, no balcão da unidade postal, ao próprio destinatário ou a pessoa por ele indicada no campo apropriado do aviso de chegada deixado pelo carteiro.
- SEDEX 12: entrega do objeto no endereço do destinatário até às 12 horas do dia útil seguinte ao da postagem
- SEDEX VIP (hoje extinto do portfólio da empresa)

Em 2007, foi lançada a logística reversa, como serviço complementar de pós-venda, para auxiliar os processos de devolução e troca de produtos.

## Outros serviços semelhantes
- EMS (correio expresso)
- UPS
- FedEx
- Vaspex